# Ron Jones (professeur)
Pour les articles homonymes, voir Ron Jones.
Ron Jones, né en 1941 à San Francisco, est un professeur d'histoire de Palo Alto, en Californie (États-Unis), ayant mené une étude expérimentale psychologique sur sa classe d'élèves.

## Expérience sociologique
Devant l'incrédulité de ses élèves de classe d'histoire contemporaine du Cubberley High School (lycée) à comprendre l'asservissement de la population allemande devant les horreurs des nazis, il décida d'en faire la preuve par la pratique et réalisa la Troisième Vague, expérience sur le fonctionnement de la dictature et la manipulation des foules. Durant la première semaine d'avril 1967, il décida d'instaurer des règles de discipline basées sur la communauté et de l'esprit de groupe. Il convainc ses élèves de l'importance d'éliminer la démocratie en ce qu'elle peut stimuler les actes individuels. L'individualisme est une tare de l'esprit démocratique qui va à l'encontre de l'intérêt général résumé dans ces mots : « La Force grâce à la discipline, la Force grâce à la communauté, la Force grâce à l'action, la Force grâce à l'esprit de fierté ». L'expérience prenant des ampleurs inattendues a été arrêtée au bout de cinq jours : en une semaine, cette expérience inédite sur le fonctionnement d'une dictature comme celle du troisième Reich connaît un succès inégalé et le nombre d'étudiants atteint plusieurs centaines.